# Raphiocera bispinosus
Raphiocera bispinosus är en tvåvingeart som först beskrevs av Christian Rudolph Wilhelm Wiedemann 1830.  Raphiocera bispinosus ingår i släktet Raphiocera och familjen vapenflugor. Inga underarter finns listade i Catalogue of Life.